# Detector de detector de radar
Un detector de detector de radar (RDD) es un dispositivo usado por los controladores de tráfico y por la policía en áreas donde el detector de radar es declarado ilegal.
Así como el detector de radar se construye con un receptor superheterodino, que posee un oscilador local que irradia ligeramente. De ese modo es posible hacer un detector de "detector de radar", adquiriendo tales emisiones (usualmente el la frecuencia del tipo de radar siendo escaneado-detectado, más cerca de 10 MHz de la frecuencia intermedia, IF). Algunas pistolas radar se equipan con estos dispositivos.

## Historia
El "VG-2 Interceptor" fue el primer aparato desarrollado con este propósito, habiendo quedado obsoleto con la tecnología del "Spectre III" (Stalcar en Australia). Esta forma de "guerra electrónica" corta ambas vías, y mientras los detectores de detector usen un similar receptor superheterodino, muchos y tempranos detectores de radar "silenciosos" se equipan con un circuito detector-detector-detector de radar, que hace caer el receptor principal radar cuando una señal del detector de detector de radar se presenta, previniendo su detección por los equipos policiales. Esta técnica viene de los desarrollos de contramedidas ELINT. A principios de 1990s, BEL-Tronics, Inc. de Ontario, Canadá (donde el uso del detector de radar está prohibido) encontró que la frecuencia del oscilador local del detector podía ser alterada para estar fuera del rango del VG-2 Interceptor. Esto resultó en que todos los fabricantes de detectores cambiaran sus frecuencias de los osciladores locales. Hoy, prácticamente cada detector de radar en el mercado es inmune al VG-2 Interceptor.
El Spectre III detecta la mayoría de los detectores de radar, certificada para operar en EE. UU. por la Federal Communications Commission en diciembre de 2004. Sin embargo, la tecnología de conteo evolucionó rápidamente, y para julio de 2008, los detectores de radar evitaban su detección por el aparato policial.